# Red Nose
Red Nose è un singolo del rapper statunitense Sage the Gemini, pubblicato nel 2013 ed estratto dal suo primo album Remember Me.

## Tracce
- Download digitale

1. Red Nose – 3:13